# Брамберга, Велта Микелевна
Велта Микелевна Брамберга (также Брамберг, латыш. Velta Bramberga, 28 ноября 1921 года, Рига — 3 марта 2012 года, там же) — латвийский советский врач-онколог, основатель и до 1991 года заведующий кафедрой онкологии Рижского медицинского института, директор Латвийского научно-исследовательского института экспериментальной и клинической медицины, заслуженный врач Латвийской ССР (1965), почётный доктор медицины Латвийской Академии наук, автор ряда научных работ.

## Биография
Велта Брамберга родилась в Риге 28 ноября 1921 года. Её дед был плотовщиком и жил на острове Доле на Даугаве, куда в 1930-е годы переселились и родители Велты.
В 1938 г. Велта закончила 3-ю основную школу в Риге, а в 1941 г. — вечернюю гимназию им. Яниса Райниса (рабочую среднюю школу Яниса Лиекниса). Девушка планировала поступать на математический факультет Латвийского университета, но с началом войны эти планы рухнули.
С 1941-го по 1944 год Велта училась во 2-м Рижском медицинском училище, куда поступила под влиянием подруги. В то же время начала работать медсестрой в хирургической клинике у основателя училища профессора Паула Страдыня. В училище она стала старостой курса. После окончания училища поступила на медицинский факультет Латвийского государственного университета (ЛГУ) (1944—1950). Совмещала учёбу с работой — год в хирургической клинике больницы Страдыня, затем лаборантом на кафедре патологической физиологии. Жила в маленькой комнате в одном из корпусов больницы.
После окончания вуза по просьбе профессора П.Страдыня получила распределение в лабораторию курортологии, находившуюся в Кемери, и проработала там два года. После этого перешла на освободившееся место в секторе онкологии Латвийского научно-исследовательского института экспериментальной и клинической медицины. В этот период вместе со своим учителем Паулом Страдынем она объездила всю Латвию, познакомившись с состоянием здравоохранения на селе.
В 1956 году Павел Иванович Страдыньш рекомендовал свою ученицу на должность руководителя онкологической службы республики, а с 1957-го по 1991 год Велта Брамберга была главным онкологом Министерства здравоохранения Латвии. Она инициировала создание онкологической службы и регистра онкологических больных.
С 1971 по 1996 год Брамберга была директором НИИ экспериментальной и клинической медицины.
С 1973 года Брамберга продвигала проект строительства нового здания Республиканского онкологического диспансера в больничном комплексе Гайльэзерс, которое разработал всесоюзный институт «Гипроздрав». Первая очередь стационара была открыта в 1984 году, 2 марта.
С 1986 года диспансер являлся клинической базой Латвийского института экспериментальной и клинической медицины, возглавляемого Брамбергой.
Продолжая работу академика Паула Страдыня в области онкологии, Велта Брамберга стремилась обеспечить латвийские больницы квалифицированными специалистами в этой сфере и в 1974 году активно участвовала в создании кафедры онкологии Рижского медицинского института, которую до 1991 года возглавляла.
Велта Брамберга скончалась 2 марта 2012 года, похоронена на Лесном кладбище в Риге.

## Научная деятельность
В. Брамберга обратилась к научной работе во время учёбы в вузе, получив поддержку и заинтересованность профессоров Паула Страдыня и Кристапа Рудзитиса. Её исследования были связаны с первичными элементами крови — кровяными тельцами и их связью с онкологией.
В 1955 году Велта Брамберга защитила кандидатскую диссертацию на тему «О морфологии эритроцитов и эритропоэзе у больных раком желудка и предраковыми заболеваниями».
В 1970 году Велта Микелевна первой в республике внедрила цитодиагностику рака. Этот метод, первые эксперименты в котором провёл П. И. Страдыньш ещё в 1928 году, позволил диагностировать злокачественные новообразования на ранних стадиях. Брамберга создала сеть цитологических лабораторий, позволившая диагностировать на ранних стадиях и успешно лечить рак шейки матки. После восстановления независимости Латвии эта сеть была ликвидирована. "Новому поколению кажется, что все созданное в советское время только поэтому плохо и подлежит уничтожению. Да, в главных онкологических центрах цитологические лаборатории сохранились, но этого слишком мало. Грустно... В своё время многое удалось сделать", - говорила Велта Микелевна в 2003 году.
Брамберга поставила и реализовала задачу проведения массовых обследований населения с целью предупреждения развития рака, для чего в институте начали применяться кибернетические методы оценки исследований. Работы по обоснованию наиболее важных признаков для ранней диагностики рака, проведенные в течение нескольких лет кандидатом медицинских наук Б. Л. Капланом и кандидатом технических наук Я. А. Гельфандбейном в Рижском городском онкодиспансере, показали возможность разделения «нормы» и патологии через автоматизацию цитологических исследований. На основе этих исследований НИИ Велты Брамберги и Институт электроники и вычислительной техники Академии наук Латвийской ССР начали создавать методы и устройства автоматизации ранней и дифференциальной диагностики рака, для чего в Институте электроники была организована специальная лаборатория телевизионных диагностических устройств под руководством кандидата технических наук Аркадия Яковлевича Хесина.
Сама Брамберга в рамках совместного проекта с НИИ электроники разработала методику дифференциальной диагностики раковых опухолей желудка. За эту работу участники совместного проекта в 1972 году были награждены Государственной премией Латвийской ССР в области науки и техники.
Брамберга написала учебник «Онкология» (1984 г.), а до этого участвовала в подготовке книг «О профилактике и лечении рака» (1966 г.) и «Причины и профилактика рака» (1970 г.).
Всего ею опубликована 171 научная работа, в том числе одна монография. Она руководила кандидатскими диссертациями 16 аспирантов и двумя докторскими диссертациями.
Велте Брамберге принадлежат патенты на 12 изобретений, семь из которых также были запатентованы в Швеции, Великобритании, Франции, Италии, Венгрии, США, Германии и Болгарии.
Брамберга пользовалась авторитетом в международном научном мире, представляя свои исследования на различных научных форумах СССР, а также за рубежом — в Великобритании (1958), Японии (1966), США (1970), Италии (1974), Венгрии (1983), Финляндии (1989) и других странах. Широкие научные контакты связывали её институт с учёными ГДР, Болгарии, Венгрии, Румынии, институт выполнял работы в рамках договора о сотрудничестве между онкологами СССР и США.
Профессор долгие годы возглавляла Латвийское общество онкологов, руководила комиссией по злокачественным опухолям Академии медицинских наук СССР, входила в редколлегии научных журналов.

## Награды
В 1965 г. В. Брамберге было присвоено звание заслуженного врача Латвийской ССР.
В 1972 году В. Брамберга и другие учёные Института экспериментальной и клинической медицины, Республиканского онкодиспансера, НИИ электроники и вычислительной техники были удостоены Государственной премии Латвийской ССР.
В. Брамберга была награждена орденом Ленина и орденом Трудового Красного знамени.
12 апреля 1990 г. В. Брамберга удостоена звания почётного доктора медицины Латвийской академии наук, в 1992 г. в ходе нострификации советских дипломов ей присвоена степень хабилитированного доктора медицинских наук.
В 2000 году профессор была награждена офицерским крестом ордена Трёх Звёзд.